# NGC 393
NGC 393 (również PGC 4061 lub UGC 707) – galaktyka eliptyczna (E-S0), znajdująca się w gwiazdozbiorze Andromedy. Odkrył ją William Herschel 5 października 1784 roku.